# Станіслав Бінічкі
Станіслав Бінічкі (серб. Станислав Бинички; нар. 27 липня 1872 — пом.15 лютого 1942) — сербський композитор, диригент і педагог. Учень Йозефа Райнбергера, перший директор оперної секції Національного театру Белграду (від 1889-го). Згодом працював з місцевим військовим оркестром. Автор першої сербської опери «На світанку» (серб. На уранку) (1903). На початку I СВ перебував у складі ЗС Сербії. В цей час написав одну з найвідоміших своїх робіт — «Марш на Дрину» — присвячену перемозі у битві близ Цери. Один з провідних сербських композиторів XIX століття.